# Eskilstunaån
Eskilstunaån (che in italiano significa il fiume di Eskilstuna) è un piccolo fiume della Svezia che attraversa le città di Eskilstuna e Torshälla, nella contea del Södermanland. È anche chiamato dalla gente del luogo Torshällaån, (cioè il fiume di Torshälla), nel breve tratto che percorre dalla città di Torshälla al lago Mälaren.
Il canale di Eskilstuna e Torshälla venne completato nella sua forma presente nel 1860 per collegare il lago Mälaren con la città industriale di Eskilstuna attraverso l'Eskilstunaån, con tre chiuse che aggirano le rapide ad Eskilstuna e Torshälla. A causa della costruzione di ponti bassi negli anni '60, il canale è attualmente solo parzialmente navigabile tra il lago Mälaren ed Eskilstuna.